# Roccavaldina
Roccavaldina é uma comuna italiana da região da Sicília, província de Messina, com cerca de 1.159 habitantes. Estende-se por uma área de 6 km², tendo uma densidade populacional de 193 hab/km². Faz fronteira com Monforte San Giorgio, Rometta, Spadafora, Torregrotta, Valdina, Venetico.

## Demografia
| Variação demográfica do município entre 1861 e 2011                               |
|                                                                                   |
| Fonte: Istituto Nazionale di Statistica (ISTAT) - Elaboração gráfica da Wikipedia |